# 가미시마촌 (미에현)
가미시마촌(神島村)은 일본 미에현 시마군에 설치되었던 촌이다. 이세만 입구의 가미시마섬에 해당한다.